# Lîpa, Horohiv
Lîpa (în ucraineană Липа) este un sat în comuna Peremîl din raionul Horohiv, regiunea Volînia, Ucraina.

## Demografie
Componența lingvistică a localității Lîpa
     Ucraineană (100%)
Conform recensământului din 2001, toată populația localității Lîpa era vorbitoare de ucraineană (100%).